# Strumień (stacja kolejowa)
Strumień – czynna stacja kolejowa w Strumieniu, w województwie śląskim, w Polsce. Znajduje się na wysokości 262 m n.p.m.

## Historia
Stacja kolejowa została otwarta 15 marca 1925 roku, gdy uruchomiono przejazdy pasażerskie na linii kolejowej z Pawłowic do Chybia. Wcześniej funkcjonowała kolej wąskotorowa do Chybia. Wybudowano murowany budynek stacyjny z poczekalnią i kasami oraz magazyn. Mankamentem stacji było jej położenie w znacznym oddaleniu od miasta. Stacja została przebudowana podczas elektryfikacji linii w 1973 roku i posiada trzy tory oraz bocznicę prowadzącą pod magazyn; dodatkowo posiada pojedynczy peron. Nastawnie wyposażone są w urządzenia mechaniczne scentralizowane z sygnalizacją świetlną. Nastawnia dysponująca obsługuje również rogatki na przejeździe kolejowo-drogowym. Za stacją znajduje się most na rzece Wiśle. 31 marca 2004 roku zawieszono ruch pasażerski. W latach 2017–2019 przeprowadzono modernizację stacji. Od 9 grudnia 2018 roku na stacji zatrzymywały się weekendowe połączenia pasażerskie do Wisły Głębce i Gliwic, uruchamiane przez przewoźnika Koleje Śląskie. 15 marca 2020 w związku z rozpoczęciem rewitalizacji linii kolejowej do Wisły zawieszono połączenia pasażerskie, lecz nie wprowadzono zastępczej komunikacji autobusowej. 12 grudnia bieżącego roku przywrócono połączenia pasażerskie.